# Fransk vädurkanin

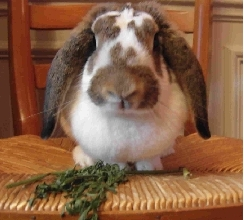
Fransk vädurkanin.

En fransk vädurkanin är en kaninras som väger cirka 5,5 kg eller mer och är en av de tre jättekaninraser som förekommer i Sverige.
Väduren är känd sedan 1600-1700-talet och en av de äldsta kaninraserna. Hängöronen har sannolikt kommit fram genom en eller flera mutationer. Rasen har troligen uppstått i Frankrike, därav namnet. Den franska väduren kom till Sverige i början av 1900-talet.
Färgen är godkänd i samtliga godkända färger. Den vanligaste färgen är dock viltgrå men också vit, järngrå, svart, viltgul och chinchilla. Rasen är även godkänd i samtliga teckningar.